# Gorakshya Rajya Lakshmi Devi
Gorakshya Rajya Lakshmi Devi, död 1816, var Nepals drottning mellan cirka 1810 och 1816, gift med kung Girvan Yuddha Bikram Shah.